# Сан-П'єтро-Авеллана
Сан-П'єтро-Авеллана (італ. San Pietro Avellana) — муніципалітет в Італії, у регіоні Молізе,  провінція Ізернія.
Сан-П'єтро-Авеллана розташований на відстані близько 145 км на схід від Рима, 50 км на північний захід від Кампобассо, 22 км на північ від Ізернії.
Населення — 521 особа (2014).
Щорічний фестиваль відбувається 29 червня. Покровитель — S.S. Pietro e Paolo.

## Демографія
Населення за роками:

Станом на 1 січня 2023 року в муніципалітеті офіційно проживало 16 іноземців з 7 країн, серед них 9 громадян країн Євросоюзу.

## Сусідні муніципалітети
- Ателета
- Капракотта
- Кастель-дель-Джудіче
- Кастель-ді-Сангро
- Вастоджирарді